# SW Близнецов
SW Близнецов (лат. SW Geminorum), HD 267341 — одиночная переменная звезда в созвездии Близнецов на расстоянии приблизительно 1 712 световых лет (около 525 парсек) от Солнца. Видимая звёздная величина звезды — от +10,5m до +8,6m.
Открыта Борисом Васильевичем Кукаркиным в 1958 году*.

## Характеристики
SW Близнецов — оранжево-красный гигант, пульсирующая полуправильная переменная звезда типа SRA (SRA) спектрального класса M5III, или K0. Радиус — около 91,74 солнечной, светимость — около 899,145 солнечной. Эффективная температура — около 3300 К.